# L'ultimo metrò
L'ultimo metrò (Le dernier métro) è un film del 1980 diretto da François Truffaut.

## Titolo
Parigi è occupata dalle truppe naziste. L'ultimo metrò è l'ultima corsa prima del coprifuoco, il divieto di circolare per le strade notturne dopo le 23.00, ultima possibilità di ritornare a casa per gli amanti del cinema e del teatro. In quei difficili giorni di angoscia e di guerra, per evadere dalla dolorosa realtà e anche per la necessità di riscaldarsi, i parigini correvano numerosi ad affollare cinema e teatri.

## Unatrilogiasul mondo dello spettacolo
Il film costituisce il secondo capitolo della filmografia del regista dedicata al tema dello spettacolo. Il primo, Effetto notte, riguardava il cinema; il terzo, che doveva riguardare il music-hall, non fu mai realizzato.

## Trama
Parigi, settembre 1942, Teatro Montmartre. Marion Steiner, una celebre attrice passata dal cinema al teatro, dirige la compagnia in assenza del marito, Lucas Steiner, regista e impresario ebreo, che per sfuggire all'arresto si finge partito ed espatriato all'estero, mentre in realtà si nasconde nello scantinato del teatro. La compagnia sta mettendo in scena La scomparsa, dramma immaginario di una scrittrice norvegese, e Steiner dallo scantinato segue le prove, ascoltando attraverso le condotte d'aria, voci e rumori provenienti dal palcoscenico.
Le prove sono dirette da Jean Loup Cottins, che si attiene agli appunti lasciati da Lucas, il quale durante le visite serali della moglie le dà suggerimenti per la regia e per la recitazione. Mentre Marion cerca di organizzare la fuga di suo marito, improvvisa giunge la notizia dell'invasione tedesca della zona libera: il progetto di fuga è ormai impraticabile. Nel frattempo Marion scrittura per il ruolo del protagonista maschile il giovane attore del Grand Guignol Bernard Granger, un giovane estroverso, corteggiatore della scenografa Arlette, dotato di un vero talento e impegnato nella Resistenza.
La prima dello spettacolo è un vero successo. Bernard odia i tedeschi e i giornalisti collaborazionisti, ma la decisione impulsiva di difendere l'interpretazione di Marion dai giudizi negativi è anche una ragione di galanteria, che lo porterà a prendere a pugni Daxiat, critico cinematografico della rivista Je suis partout. Marion redarguisce severamente il giovane per la sua imprudenza con cui rischia di far chiudere il teatro e lo punisce togliendogli la parola.
Gli eventi sembrano precipitare con l'arrivo della Gestapo per la perquisizione dei locali del teatro, in particolare dello scantinato, ma grazie al sangue freddo di Marion e alla collaborazione di Bernard, Lucas sfugge di nuovo all'arresto. Tra Marion e Bernard sta crescendo un sentimento d'amore molto intenso, e Lucas lo intuisce. Bernard decide di interrompere le repliche e di passare alla Resistenza clandestina.
Epilogo: Marion si reca all'ospedale a far visita a Bernard gravemente ferito e gli parla del loro amore. Si alza il sipario e il pubblico applaude. Marion appare tenendo per mano da un lato Lucas, ritornato a dirigere il suo teatro, dall'altro Bernard, primattore: tutti e tre si inchinano e ringraziano.

## Produzione

### Riprese
Le riprese furono effettuate dal 28 gennaio al 16 aprile 1980.

### Set cinematografico
La maggior parte della pellicola fu girata a Parigi nel teatro Saint-Georges, e all'interno di una ex fabbrica di cioccolato situata poco distante dalla capitale francese.

### Colonna sonora
Oltre alle musiche di Georges Delerue, Truffaut utilizza parecchie canzoni:
- due canzoni interpretate da Lucienne Delyle: Mon amant de Saint-Jean, parole scritte da Léon Angel e accompagnamento musicale, un valzer musette, di Emile Carrara, e Prière à Zumba di Agustín Lara e Jacques Larue;
- Bei Mir Bist du Schein, musica di Sholom Secunda, parole di Cahn-Chaplin, Jacob Jacobs, Jacques Larue;
- Sombreros et Mantilles, cantata da Rina Ketty, musica di Jean Vaissade, parole di Chanty;
- Pitié, Mon Dieu!, cantico di Pierre Kunc, fratello di Aymé Kunc[2], coro dei bambini in chiesa.

### Prima
Il film fu proiettato per la prima volta il 17 settembre 1980.

## Accoglienza
Il film ebbe successo di pubblico e di critica, vincendo dieci César ed ottenendo una nomination all'Oscar. Tutt'oggi è ricordato come uno dei capolavori del cinema francese.

## Riconoscimenti
- 1981 - Premio Oscar
  - Candidatura Miglior film straniero (Francia)
- 1981 - Premio César
  - Miglior film a François Truffaut
  - Migliore regia a François Truffaut
  - Migliore attore protagonista a Gérard Depardieu
  - Migliore attrice protagonista a Catherine Deneuve
  - Migliore sceneggiatura a François Truffaut e Suzanne Schiffman
  - Migliore fotografia a Néstor Almendros
  - Migliore scenografia a Jean-Pierre Kohut-Svelko
  - Miglior montaggio a Martin Barraqué
  - Miglior sonoro a Michel Laurent
  - Miglior colonna sonora a Georges Delerue
  - Candidatura Miglior attore non protagonista a Heinz Bennent
  - Candidatura Miglior attrice non protagonista a Andréa Ferréol
- 1981 - David di Donatello
  - Miglior attrice straniera a Catherine Deneuve
- 1981 - Golden Globe
  - Candidatura Miglior film straniero (Francia)
- 1981 - Nastro d'argento
  - Candidatura Miglior regista straniero a François Truffaut
- 1981 - Boston Society of Film Critics Awards
  - Candidatura Miglior film

## Tecnica cinematografica

### Truffaut su Truffaut
"…un film sulla occupazione dovrebbe svolgersi tutto di notte e in ambienti chiusi, dovrebbe restituire l'epoca attraverso l'oscurità, la segregazione, la frustrazione, la precarietà e, come unico elemento luminoso, dovrebbe includere, nelle registrazioni originali, qualcuna delle canzoni che ascoltavano allora per le strade…"

### Ambientazione storica e elementi autobiografici
"Truffaut resuscita la Parigi 1942 quasi senza uscire dalle mura di un teatro. Non solo i vestiti e le canzoni, ma anche i colori e perfino la fame e il freddo sembrano d'epoca."
Il periodo dell'occupazione tedesca è stato anche il periodo dell'infanzia del regista. Truffaut e la sceneggiatrice Suzanne Schiffman nella ricostruzione storica fanno riferimento alle memorie personali e ai ricordi degli amici. Durante la guerra i genitori della Schiffman si erano nascosti e la madre non era tornata dal campo di concentramento. Uno zio di Truffaut, partigiano, era stato arrestato a la Gare de l'Est come l'amico di Bernard e poi deportato. Il regista ragazzino appena poteva si infilava in una sala cinematografica e nascosto nel buio imparava a memoria i dialoghi dei film.
" ...non è la ricostruzione ambientale ciò che interessa al regista, bensì la ricostruzione emotiva."

### Materiali documentaristici
Truffaut utilizza brani tratti da La première nuit di Georges Franju, inserti radiofonici da una trasmissione intitolata La vie des français sous l'occupation, i cruciverba antisemiti, gli articoli di giornali, le canzoni dell'epoca.

### La micro-storia
Piccole storie animate da personaggi minori si incrociano per tutto il film e raccontano la lotta della gente comune per la sopravvivenza quotidiana alle ristrettezze, alla fame, al freddo, alla guerra.
Il tuttofare Raymond procura un prosciutto al mercato nero; il piccolo Jacquot coltiva illegalmente piante di tabacco e interpreta una particina nello spettacolo; Marion nella cantina di Lucas apparecchia, cucina, lava i piatti, gli fa la barba; le donne del teatro non indossano calze di seta ma le colorano e le disegnano sulle gambe.
Altri gesti quotidiani non sono eroici ma raccontano i sentimenti antinazisti dei personaggi, la loro personale resistenza alla paura e all'umiliazione dell'occupazione straniera: la portinaia lava i capelli al figlio a cui un soldato tedesco ha accarezzato la testa; Bernard si fa dare un grammofono da Marion e lo trasforma in un ordigno esplosivo; per non stringere la mano al critico filonazista, Jean Loup si finge impegnato a scrivere e Bernard fa il buffone; nel guardaroba del cabaret, dove la compagnia si è riunita per una serata di evasione, i troppi cappelli degli ufficiali tedeschi mettono in fuga Bernard; Rosette nasconde la stella gialla per correre a sentire cantare Édith Piaf e non manca alla prima dello spettacolo al Montmartre.

## Temi

### Ebrei e omosessuali
La difficile condizione degli ebrei è rappresentata dalla impossibilità di Lucas di continuare a dirigere il proprio teatro, dalla piccola Rosette costretta a esibire la stella gialla; Arlette le procura il lavoro di confezione dei costumi, lei li ritira e li cuce insieme al padre sarto, nascosto nella soffitta di casa. L'omosessualità maschile, suggerita nel caso di Jean-Loup Cottins, e femminile, scoperta nella relazione fra Arlette e Nadine, sono presentate nel film con tolleranza.
Truffaut ricorda che i filonazisti riunivano nello stesso odio ebrei e omosessuali, un doppio nazismo, come sosteneva Jean Paul Sartre nel suo saggio Riflessione sulla questione ebraica.

### Il triangolo amoroso
- Sì, l'amore fa male. Come un grande avvoltoio plana sopra di noi, si immobilizza e ci minaccia.
 Ma la minaccia può essere anche promessa di gioia.- »
(battute del dramma, recitate da Marion e Bernard)
Il film è una storia d'amore, anzi di due grandi amori che vive la protagonista: quello per il marito e quello per il giovane attore Bernard Granger.
Il triangolo amoroso, una donna e due uomini (come in Jules e Jim), si salva grazie all'intelligenza e alla creatività: "L'ultimo metrò è la passione a cui è stata tolta la buccia della malattia. E ciò che ha consentito la guarigione è il teatro, che è gioco di vita e finzione mescolate, intrecciate, scambiate, ma non confuse."

## Cinema e teatro

### Argomento
Il film è la cronaca dell'allestimento di uno spettacolo teatrale: tutti i personaggi sono accomunati da questo obiettivo e il teatro offre loro una ragione di lavoro e di sopravvivenza.
Truffaut celebra la magia del teatro, il potere dell'arte, fonte di forza e di speranza per gli esseri umani.

### Spazio
Lo spazio del film è costituito dagli ambienti del teatro, la sala, il palcoscenico, i camerini e gli uffici, la cantina in cui Lucas vive nascosto. La macchina da presa si sposta orizzontalmente e verticalmente all'interno di questi luoghi. All'inizio del film ci conduce nel teatro seguendo Bernard che corteggiando Arlette si sta recando all'appuntamento per il provino.

### Struttura
Ma più profondamente il film ha una struttura teatrale perché tutti in qualche modo recitano cioè fingono, hanno qualcosa da nascondere:
- Marion all'inizio del film rifiuta un aspirante attore perché ebreo e nasconde il marito ebreo nella cantina del teatro.
- Bernard si presenta come uno spensierato donnaiolo, mentre è impegnato nella resistenza, ha incontri con i partigiani e prepara attentati.
- Arlette, invitante agli occhi maschili come "un bel bignè", per usare le parole di Bernard, è in realtà lesbica.
- Raymond finge di avere una relazione con Martine, la bella ragazza che procura le derrate al mercato nero.
- Martine approfitta della fiducia accordatale per rubare nei camerini e negli uffici.

### Finale
Il finale è la conclusione perfetta di un film dedicato al teatro, ma è anche una citazione del finale di Omicidio!, uno dei primi film sonori di Hitchcock, un omaggio di Truffaut al maestro tanto ammirato.
Cinquant'anni prima, nel 1930, Hitchcock aveva inventato per il suo film un finale che era contemporaneamente un gioco illusionistico e un ironico ammonimento allo spettatore a non dimenticare che quello che vede è pur sempre e soltanto uno spettacolo, una messa in scena.